# Power Construction Corporation of China
Power Construction Corporation of China Limited (Power China) — одна из крупнейших проектных и строительных компаний Китая (входит в сотню крупнейших компаний страны и в 500 крупнейших компаний мира). Основана в 2011 году решением Госсовета КНР, контрольный паркет акций принадлежит государству в лице SASAC, штаб-квартира расположена в Пекине.
Power Construction Corporation of China специализируется на проектировании и строительстве энергетических и транспортных объектов (гидроэлектростанции, тепловые, ветровые и солнечные электростанции, электрические сети и подстанции, железные дороги, автомагистрали, портовые и очистные сооружения), также занимается производством и монтажом энергетического оборудования, консалтингом, операциями с недвижимостью, финансовыми услугами и инвестициями. По состоянию на 2019 год выручка Power China составляла 41,8 млрд долл., прибыль — 1,2 млрд долл., активы — 98,5 млрд долл., рыночная стоимость — 13,8 млрд долл., в компании работало свыше 130 тыс. сотрудников.
Power Construction Corporation of China входит в «большую шестёрку» строительных компаний Китая (наряду с China State Construction Engineering, China Railway Group, China Railway Construction, China Communications Construction и Metallurgical Corporation of China). 

## История
Power Construction Corporation of China (Power China) создана 29 сентября 2011 года на базе 14 провинциальных, муниципальных и районных предприятий строительного, энергетического и машиностроительного секторов, которые ранее входили в состав государственных компаний Sinohydro, HydroChina Corporation, State Grid Corporation of China и China Southern Power Grid.
По итогам 2020 года общая стоимость контрактов Power Construction Corporation of China составила порядка 673,26 млрд юаней (103,83 млрд долл. США) и выросла на 31,5 % в годовом исчислении. Стоимость контрактов компании по внутренним проектам достигла 471,66 млрд юаней (+ 29,79 %), а по зарубежным проектам составила 201,61 млрд юаней (+ 35,82 %). Общая стоимость контактов Power Construction Corporation of China по проектам в сфере охраны водных ресурсов и электроэнергетики в 2020 году составила 211,74 млрд юаней. В 2020 году Power China заняла 157-е место в списке компаний Fortune Global 500.

## Деятельность
Power Construction Corporation of China осуществила более 80 % работ по планированию, обследованию и проектированию крупных и средних гидроэнергетических проектов в Китае. Компания занимает более 65 % рынка строительства гидроэлектростанций Китая и более 50 % мирового рынка строительства крупных и средних водохранилищ и гидроэлектростанций. Power China построила свыше 200 крупных и средних гидроэлектростанций общей мощностью более 200 млн киловатт.
Кроме того, Power Construction Corporation of China принимала участие в строительстве «умных» жилых районов в городах Сюнъань и Шэньчжэнь, линий метро в Шэньчжэне и Чэнду, скоростных железных дорог и автомобильных магистралей; проектировала и строила водоочистные сооружения, канализационные системы и установки по опреснению морской воды.
Предприятия Power China производят оборудование для линий электропередачи, трансформаторных подстанций, открытых распределительных устройств, тепловых и гидроэлектростанций, портовое оборудование, в том числе насосы, котлы, вентиляторы, угольные дробилки, различные виды клапанов, ленточные и винтовые транспортёры, самосвалы, тягачи, подъёмные краны, стальные опоры линии электропередачи, бетонные электрические столбы и бетонные трубы, сварочные материалы.

## Акционеры
Контрольный пакет акций Power Construction Corporation of China принадлежит SASAC (62,7 %), другими значительными акционерами являются China Securities Finance (4,77 %), China Asset Management (3,33 %), Zhongyuan Asset Management (3,22 %), CCB Principal Asset Management (3,15 %), Nuode Asset Management (2,68 %), Bosera Asset Management (1,69 %), China Life AMP Asset Management (1,61 %), Beijing SASAC (1,61 %), Guangzhou SASAC (1,61 %), Shanghai Zhongmin Yinfu Capital Management (1,61 %), Invesco Great Wall Fund Management (1,09 %).

## Структура
В состав Power Construction Corporation of China входят десятки дочерних компаний, восемь национальных научно-исследовательских и опытно-конструкторских центра, 82 провинциальные научно-исследовательские и опытно-конструкторские лаборатории. На внутреннем рынке Power Construction Corporation of China работает преимущественно под брендом Power China, а на внешних рынках — под брендами HydroChina, Sinohydro, SEPCO, SEPCO III и HYPEC.

### Дочерние компании
- Sinohydro
- HydroChina
- SEPCO Electric Power Construction Corporation
- SEPCO III
- Shanghai Electric Power Construction
- Changchun Generating Equipment Group
- Chengdu Steel Tower Works
- Wuhan Steel Tower Works

### Зарубежные активы
Компании Power China International подчиняются Power China East & Southern Africa (Найроби), Power China West & Central Africa (Абиджан), Power China Middle East & North Africa (Дубай), Power China Eurasia (Стамбул), Power China Asia & Pacific (Куала-Лумпур) и Power China Americas (Панама).

## Крупнейшие проекты
Power Construction Corporation of China (или её предшественники) в качестве проектировщика, генерального подрядчика или субподрядчика принимала участие в следующих проектах: 
- ГЭС Сяоланди в провинции Хэнань (2000)
- ГЭС Три ущелья в провинции Хубэй (2003)
- ГЭС Мерове в Судане (2009)
- Бенгельский стадион в Анголе (2010)
- Пекин-Шанхайская высокоскоростная железная дорога (2011)
- ГЭС Бакун в Малайзии (2011)
- Международный аэропорт Хамад в Катаре (2014)
- ГЭС Кока-Кодо в Эквадоре (2016)
- Высокоскоростная железная дорога Сиань — Чэнду (2017)
- Высокоскоростная железная дорога Пекин — Чжанцзякоу (2019)
- ГЭС Нам-У в Лаосе
- ГЭС Камчай в Камбодже
- ГЭС Субре в Кот-д’Ивуаре
- ГЭС Карума в Уганде
- Проект переброски воды Юг — Север
- ТЭС Янбу III в Саудовской Аравии
- ТЭС Порт-Касим в Пакистане
- ТЭС Джхарсугуда в Индии
- ТЭС Лайчжоу в провинции Шаньдун
- ТЭС Линъу в Нинся-Хуэйском автономном районе
- ВЭС Адама в Эфиопии
- ВЭС Цзюкуань в провинции Ганьсу
- ВЭС Чжанбэй в провинции Хэбэй
- СЭС Нур II в Марокко
- СЭС Прогрессовка в Украине
- Высокоскоростная железная дорога Джакарта — Бандунг[17][18]
- Железная дорога Китай — Лаос
- Кампус Сямэньского университета в Малайзии
- ЛЭП Минданао — Висайи на Филиппинах[19]
- Национальный стадион в Белграде[20]